# Евангелическо-реформатская церковь (Москва)
Евангелическо-реформатская церковь или Голландская церковь — протестантская церковь в Москве, существовавшая до 1917 года, старейшая кальвинистская церковь в России, одна из четырёх неправославных церквей Немецкой слободы (середина XVII в. — 1812 г.).
Историческое здание Реформатской церкви в Белом городе, которое в настоящее время принадлежит на правах собственности общине евангельских христиан-баптистов, расположено по адресу: Малый Трёхсвятительский переулок, 3.

## История
По свидетельству Адама Олеария, реформаты еще в XVI веке имели в Москве деревянную часовню внутри Белого города; по другим сведениям, реформатам было разрешено выстроить первую часовню лишь в эпоху правления царя Михаила Фёдоровича в 1629 году, за Белым городом вблизи Поганых прудов. При часовне был пастор Булеус, а после него — Кравинкель. В 1643 году церковь была закрыта. Соборным уложением 1649 года неправославные церкви подлежали сносу, поэтому выселенные в Немецкую слободу голландские купцы выстроили небольшую деревянную церковь на новом месте.

### В Немецкой слободе
В эпоху Петра I вслед за первой каменной протестантской церковью Немецкой слободы (св. Михаила), была выстроена каменная реформатская церковь. Средства на сооружение этой церкви были выделены Генеральными штатами (парламентом) Нидерландов, значительную сумму пожертвовал лично бургомистр Амстердама Николаас Витсен, который к тому времени успел побывать в России, в том числе, тайно, у патриарха Никона. Построив церковь, прихожане в память о Витсене поместили на ворота нартекса девиз с герба бургомистра «Труд побеждает всё». Голландская церковь располагалась на углу Немецкой (ныне Бауманской) улицы и названного по церкви Голландского переулка (ныне Денисовский). Она была меньше лютеранских, отличалась простым внутренним убранством и вмещала 200 человек.
За неимением католической церкви и священника, сподвижник Петра I и ревностный католик Патрик Гордон венчался и крестил детей у реформатского пастора. Англичане, также не имевшие в Москве собственной церкви, даже были частью единой реформатской общины, однако имели своего, англиканского, священника. Известным членом реформатской церкви был соратник Петра I Франц Лефорт, которого после смерти похоронили на территории церкви, а в XIX веке его останки перезахоронили на Введенском кладбище.
Реформатская церковь сгорела в пожаре 1812 года, во время которого сгорели также другие церкви Немецкой слободы, за исключением лютеранской церкви св. Михаила. После этого английская община временно обосновалась сначала в доме на углу Тверской улицы и Малого Гнездниковского переулка, а затем — в Вознесенском переулке, а голландская впоследствии переехала в Малый Трёхсвятительский переулок.

### В Малом Трёхсвятительском переулке

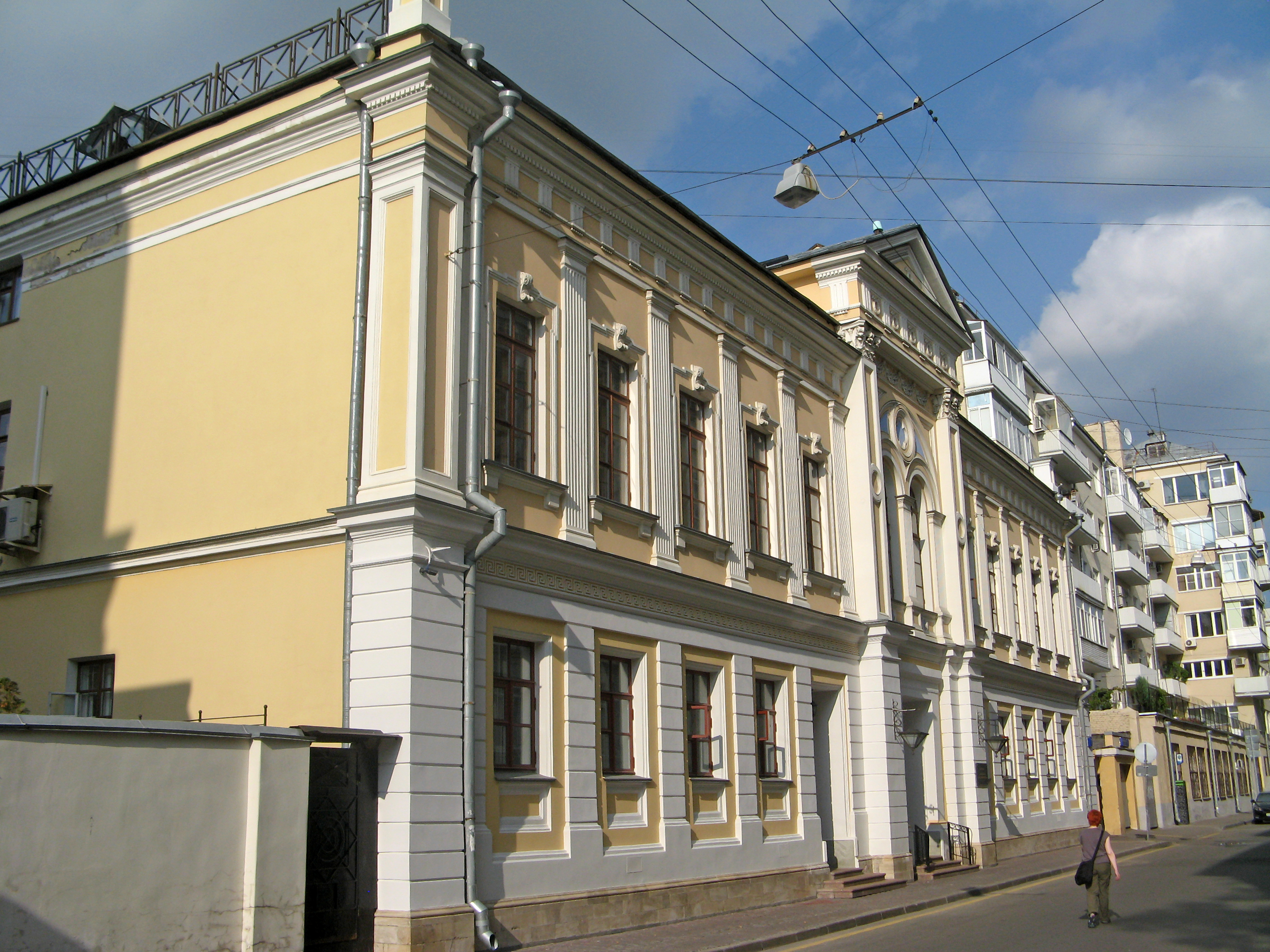
Современный вид здания

Изначально общины реформатов на территории государства Российского не были столь многочисленными и изначально юридически были объединены вместе с лютеранами в единую Евангелическо-лютеранскую церковь. Только по указу Правительственного сената от 19 мая 1834 года при лютеранских консисториях Москвы, Санкт-Петербурга, Риги и Митау были основаны особые реформатские заседания, ведавшие делами Евангелическо-реформатской церкви, а в 1836 году были утверждены специальные правила церковного управления реформатов.
В 1834 году община Евангелическо-реформатской церкви переехала из Немецкой слободы в Малый Трёхсвятительский переулок, где был приобретён участок земли с каменным жилым домом, построенным в конце XVIII века. Десять лет спустя архитектор В. А. Балашов перестроил здание, приспособив его помещения под проведение богослужений. Со временем число прихожан существенно увеличилось, поэтому по заказу общины в 1865 году молитвенный дом в был полностью перестроен по проекту архитектора Германа фон Ниссена. Фасад был решен в модном тогда эклектическом стиле, над центральным входом с чугунным зонтиком, не сохранившимся до наших дней, появилось двухчастное «итальянское» окно во втором этаже, здание венчал фронтон над фризом.
После революции 1917 года большая часть прихожан эмигрировала из России, а здание в Малом Трёхсвятительском переулке было передано евангельским христианам, в 1944 году объединившимся с баптистами. Долгие годы церковь оставалась единственным открытым местом для богослужений разных протестантских конфессий Москвы. В 1928—1934 годах в здании проходили богослужения лютеранской общины святого Михаила, которая лишилась собственного здания на Вознесенской улице (ныне ул. Радио).

## Орган

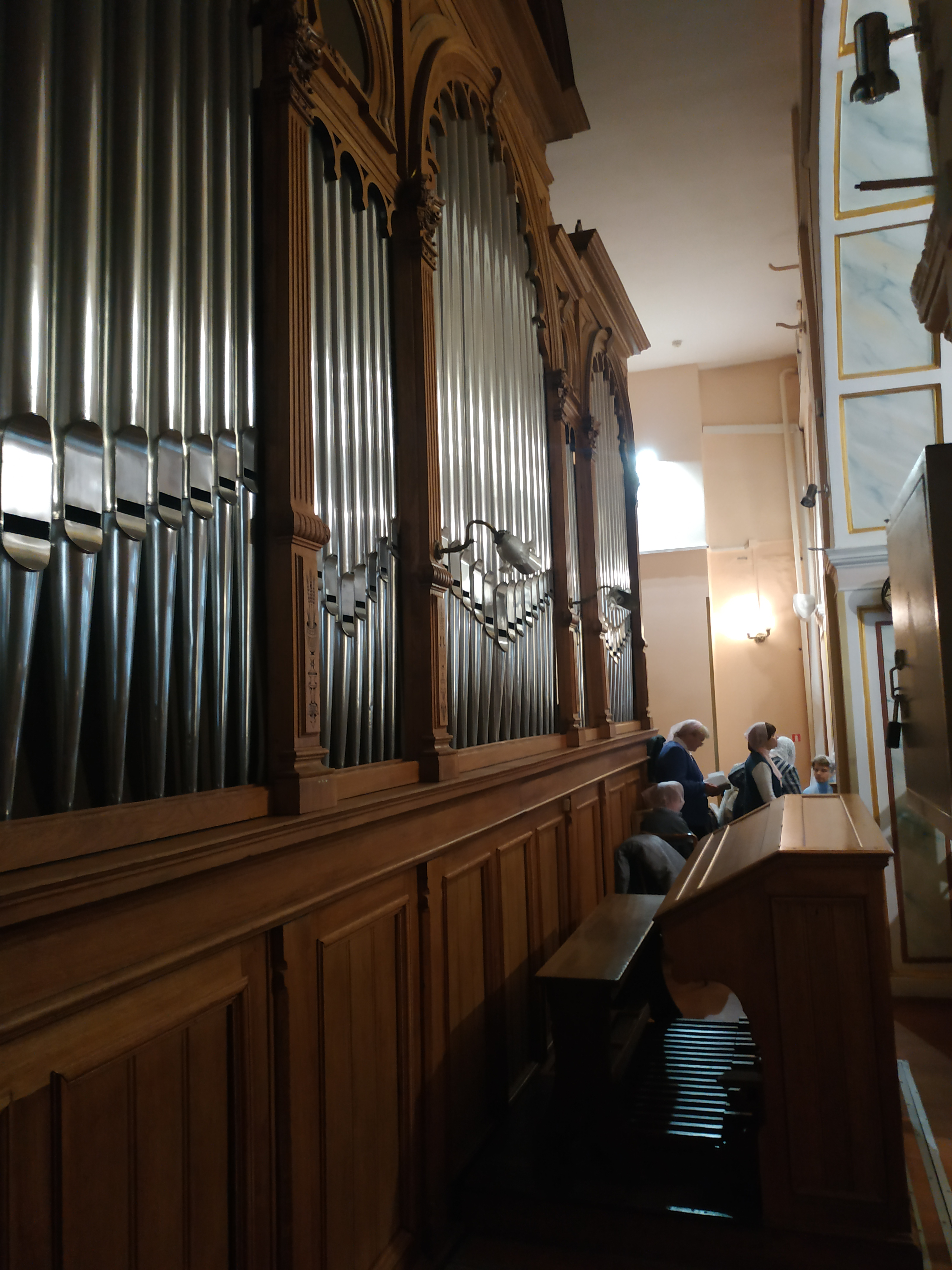
Орган «Эрнст Рёвер», 2019 г.

В 1871 году в Реформатской церкви был установлен 18-регистровый орган Фридриха Ладегаста. В 1898 году орган Ладегаста заменили на немецкий романтический орган Эрнста Рёвера (нем. нем. Ernst Röver), который в настоящее время является единственным органом Рёвера за пределами Германии и одним из четырёх церковных органов Москвы. Общине орган обошелся в 8 000 рублей. Он имеет 38 регистров, 3 мануала и педаль с пневматической регистровой и игровой трактурой. По количеству регистров в настоящее время занимает 6-е место в Москве после органов, установленных в Доме музыки, Зарядье, Концертном зале им. Чайковского, Католическом соборе и Большом зале Консерватории. 
Органистами Реформатской церкви были Теодор Бубек, Генрих Мюллер (1908—1914) и др.
За всю свою историю, кроме замены аутентичной системы нагнетания воздуха на органный вентилятор с электрическим мотором в 1946 году, орган не подвергся каким-либо перестройкам, поэтому сохранил до наших дней первозданный звуковой облик. В 1990 году инструмент поставлен на учёт как памятник истории и культуры.
Диспозиция органа «Эрнст Рёвер» (нем. Ernst Röver), Opus 73, 1897—1898 гг., Хауснайндорф, Харц, Германия.
| I. Manual C-g3 |      |
| Bordun         | 16’  |
| Principal      | 8’   |
| Hohlflöte      | 8’   |
| Gemshorn       | 8’   |
| Gambe          | 8’   |
| Bordun         | 8’   |
| Dolce          | 8’   |
| Rohrflöte      | 4’   |
| Octave         | 4’   |
| Octave         | 2’   |
| Mixtur         | 3 f. |

| II. Manual C-g3 |     |
| Gedackt         | 16’ |
| Principal       | 8’  |
| Traversflöte    | 8’  |
| Salicional      | 8’  |
| Liebl. Gedackt  | 8’  |
| Viola d’amour   | 8’  |
| Flöte           | 4’  |
| Gemshorn        | 4’  |
| Clarinette      | 8’  |

| III. Manual C-g3 |     |
| Lieblich Gedackt | 16’ |
| Geigen Principal | 8’  |
| Concertflöte     | 8’  |
| Spitzflöte       | 8’  |
| Zartgedackt      | 8’  |
| Aeoline          | 8’  |
| Voix-céleste     | 8’  |
| Dolce            | 4’  |
| Fugara           | 4’  |
| Oboe             | 8’  |
| Corno            | 8’  |

| Pedal C-f1    |     |
| Violon        | 16’ |
| Subbass       | 16’ |
| Harmonica     | 16’ |
| Principalbass | 8’  |
| Cello         | 8’  |
| Flötenbass    | 8’  |
| Posaune       | 16’ |

| 38 регистров, 3 мануала и педаль (38/III/P). |
| Пневматическая игровая и регистровая трактура. |
| Вспомогательные устройства: - копулы мануалов: II/I, III/I, III/II; - копулы к педали: I/P, II/P, III/P; - «Omnia coppela»; - 2 свободные комбинации; - готовые комбинации: mf, f, ff (Tutti); - швеллер III мануала; - выключатель язычковых регистров; - валик-крещендо (Walze). |

## Реформатское училище

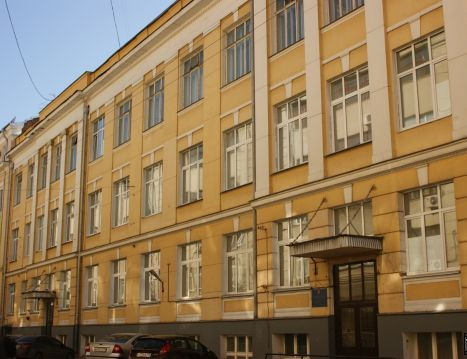
Бывшее здание Реформатского училища
Большой Трёхсвятительский переулок, дом 4

В 1908 году прихожанами Евангелическо-реформатской церкви в Москве было основано Реформатское училище на правах гимназии, в котором было три подготовительных и восемь основных классов. Основателями училища были введены новые принципы обучения, до того не применявшиеся: совместное обучение мальчиков и девочек, в училище принимали всех, независимо от вероисповедания и национальности, обучение велось только на русском языке, ношение формы считалось необязательным. Первые три выпуска были малочисленными, первый — составил всего 12 человек.
Сначала Реформатское училище помещалось в двухэтажном доме на углу улицы Покровки и Армянского переулка (д. 1/6). Затем, по мере увеличения количества учащихся, в 1912—1913 годах по специальному заказу общины рядом с церковью было выстроено трёхэтажной здание Реформатского училища в Большом Трёхсвятительском. Архитектором училища стал член общины Евангелическо-реформатской церкви, знаменитый зодчий своего времени Адольф Эрнестович Эрихсон.
Первым директором училища была Анилина Карловна Паунер, а затем директором стал талантливый педагог, математик Мартин Фёдорович Берг. Построенное по специальному проекту здание отвечало самым передовым требованиям: просторные светлые классы, широкие коридоры, оборудованные кабинеты химии, физики, естествознания и современный спортивный зал.
Во время Первой мировой войны в 1915 году в здании Реформатского училища был открыт госпиталь для раненых, просуществовавший до 1918 года. В эти годы школьные занятия временно проводились в здании Практической академии на Покровском бульваре. В советские годы школа была национализирована и сменила ряд номеров: 42, 43, 24, 35, 327, 1227. В настоящее время в здании училища расположен филиал школы № 2095 с углублённым изучением английского языка.

## Комментарии и примечания
Комментарии
1. ↑  Четыре неправославные церкви Немецкой слободы в хронологическом порядке: две лютеранские — св. Михаила и свв. Петра и Павла, реформатская и католическая свв. Петра и Павла.
2. ↑  Духовой церковный орган в Москве имеется в четырёх церквях: в двух католических — кафедральном соборе и церкви св. Людовика, в реформатской (ныне баптистской) церкви и лютеранском соборе.

Примечания
1. ↑  Энциклопедический словарь Брокгауза и Ефрона, 1890—1907
История московских районов, 2008, с. 90
2. ↑  Энциклопедический словарь Брокгауза и Ефрона, 1890—1907.
3. ↑  История московских районов, 2008, с. 90.
4. ↑  История московских районов, 2008, с. 91.
5. ↑  История московских районов, 2008, с. 92.
6. ↑  Лиценбергер, 1999, с. 54—55.
7. ↑  Theodor Bubeck (англ.). musopen.org. Дата обращения: 2 декабря 2017. Архивировано 2 декабря 2017 года.
8. ↑  Лотов Д. Р. Церковные органы Москвы // Орган : журнал. — 2011. — № 4. — С. 24—30.
9. ↑  Московская Центральная церковь евангельских христиан-баптистов : Орган Архивная копия от 27 сентября 2016 на Wayback Machine
10. ↑  Органы России : Энциклопедия / авторы-составители: Е. Д. Кривицкая, П. Н. Кравчун, М. В. Воинова. — М.—СПб.: Центр гуманитарных инициатив, 2012. — 192 с. — ISBN 978-5-98712-097-2.